# Marcel Sacramento
Marcel Sacramento (nacido el 24 de agosto de 1987) es un futbolista brasileño que se desempeña como delantero.

## Trayectoria

### Clubes
| Club                | País      | Año         |
| ------------------- | --------- | ----------- |
| Bahia               | Brasil    | 2005 - 2006 |
| Albirex Niigata     | Japón     | 2005        |
| Ceará               | Brasil    | 2007        |
| Kalmar FF           | Suecia    | 2008 - 2011 |
| Jönköpings Södra IF | Suecia    | 2009        |
| América             | Brasil    | 2012 - 2013 |
| Guarany             | Brasil    | 2013 - 2014 |
| Jacuipense          | Brasil    | 2014 - 2015 |
| Globo               | Brasil    | 2015 - 2016 |
| Jacuipense          | Brasil    | 2016        |
| Semen Padang FC     | Indonesia | 2016 - 2017 |
| Persipura Jayapura  | Indonesia | 2018        |
| PS Barito Putera    | Indonesia | 2018        |
| Erbil               | Irak      | 2019 -      |